# Raquel Álvarez
Raquel Álvarez es una vedette argentina retirada que intervino en filmes de los años de 1970, de los que se destaca La guerra del cerdo. En teatro integró el multiestelar elenco de la comedia musical Chicago y fue la protagonista femenina de La mujer del panadero, al lado de Osvaldo Terranova. Se retiró en 1985. 

## Filmografía
- El telo y la tele  (1985)        ............................dra. Franeli
- Custodio de señoras (1979)...........................Aurora, mucama
- Fotógrafo de señoras (1978)
- Los hombres piensan sólo en eso (1976)
- La guerra del cerdo (1975)
- Clínica con música (1974)
- Los neuróticos (1971)
- Mi hijo Ceferino Namuncurá (1971)

## Teatro
- Chicago
- La mujer del panadero
- La revista de esmeraldas y brillantes, con Adolfo García Grau, Naanim Timoyko, Mario Sapag, Rolo Puente, Alberto Irízar, Rudy Chernicoff y Mónica Brando.
- La banana mecánica, con José Marrone, Estela Raval, Moria Casán, Gogó Andreu y Jorge Luz.
- El maipazo, con Don Pelele, Jorge Porcel, Violeta Montenegro y Alberto Anchart.
- Frescos y Fresquitas con Alfredo Barbieri, Don Pelele, Moria Casán, Carlos Scazziotta, Julia Alson, Mario Sánchez, Alberto Irízar, Sonia Grey, Karen Mails y María Rosa Fugazot.
- Todos en París con Gloria Guzmán, Héctor Calcagno, María Concepción César, Osvaldo Pacheco, Tita Gutiérrez, Dario Vittori y Fabio Zerpa.